# 三橋忠央
三橋 忠央（みはし ただお、1971年 - ）は、東京都出身の映像クリエーター、VFX製作者。俳優の三橋達也は父。
代表作に映画『ベンジャミン・バトン 数奇な人生』、『トロン: レガシー』。コンピュータグラフィックスを用いて、人間の身体を再現する技術「デジタル・ヒューマン」を得意とする。

## 略歴
東海大学理学部で物理学を専攻していたが、アニメーション映画『トイ・ストーリー』に感銘を受け、CG制作の道を志す。1996年に大学を卒業すると、アメリカ合衆国カリフォルニア州サンフランシスコに渡り、Academy of Art Collegeの大学院に入学し、CD制作の技術を学んだ。修士号を取得して卒業すると、マネックス・ビジュアル・エフェクツに入社し、映画のVFXの技術者として映画制作に携わった。マネックス・ビジュアル・エフェクツでは、映画『ミッション:インポッシブル2』の映像制作や、『マトリックス』の続編用テスト映像を制作。その後、ワーナー・ブラザースの子会社ESC Entertainmentに移り、『キャットウーマン』、『コンスタンティン』、『レディ・キラーズ/THE LADYKILLERS』、『マトリックス・リローデッド』および『マトリックス・レボリューションズ』の映画制作に関わった。その後、ESCの解散を期に、ドリームワークス・アニメーションに入社し、CGエフェクトアニメーターとして『マダガスカル』や『シュレック3』に参加したが、映画の視覚効果の世界に戻りたいと思うようになった。Manex時代の上司キム・リベリの誘いもあって、Digital Domainに移籍し、映画『ベンジャミン・バトン 数奇な人生』や『トロン: レガシー』のCG制作に参加した。

### デジタル・ヒューマン
コンピュータグラフィックス(CG)で人間の身体を再現する技術「デジタル・ヒューマン」の制作をたびたび行なってきた。映画『マトリックス リローデッド』と『マトリックス・レボリューションズ』で、デジタル・ヒューマンに初挑戦し、主人公のネオなどのCGキャラクター制作に関わった。映画『ベンジャミン・バトン 数奇な人生』(2009年)では主人公・ベンジャミン・バトン(役：ブラッド・ピット)の80代の姿をCGで再現し、同映画のアカデミー賞3部門(美術賞・メイクアップ賞・視覚効果賞)受賞に貢献した。また、1982年公開のSF映画『トロン』の続編として製作された『トロン: レガシー』(2010年)では、前作当時のジェフ・ブリッジスの人体をCGで制作した。

## 受賞歴
- 日本映画テレビ技術協会 映像技術賞（VFX・劇場公開） - 『あしたのジョー』[8]

## 参加作品
特に脚注のないものはIMDbに基づく。

### マネックス・ビジュアル・エフェクツ
- ミッション:インポッシブル2 (2000年) - 3Dアーティスト
- Freeware (2000年) - シェーディング・スーパーバイザー ※監督・原作Alex Orrelleの短編映画。

### ESC
- マトリックス リローデッド (2003年) - ビジュアルエフェクト・テクニカルディレクター
- マトリックス レボリューションズ (2003年) - カラー＆ライティング・テクニカルディレクター
- キャットウーマン (2004年) - キャットウーマンのCG開発

### ドリームワークス
- マダガスカル (2005年) - エフェクト・アニメーター
- シュレック3  (2007年) - エフェクト・アニメーター

### デジタルドメイン
- ベンジャミン・バトン 数奇な人生 (2009年) - リード・テクニカル・デべロッパー
- 2012 (映画) (2010年) - テクニカル・デべロッパー
- トロン: レガシー (2010年) - ライティング・アーティスト
- あしたのジョー  (2011年) - VFXスーパーバイザー
- ジャックと天空の巨人 (2013年) - CGライティング・アーティスト

### 引用
1. 1 2  “世界を変える１００人の日本人！JAPAN★ALLSTARS ＜認定者リスト＞”. テレビ東京. 2022年1月7日閲覧。
2. 1 2  西島博之 (2010年12月31日). “話題のハリウッドＳＦ大作で活躍中の三橋達也ジュニア　愛と欲望の年末ワイド”. 週刊朝日 2010年12月31日号:  120.
3. 1 2  “映画『マレフィセント』の美しい映像はこうして作られた！ 日本人クリエイター・三橋忠央さんインタビュー”. ガジェット通信 GetNews (2014年7月7日). 2022年1月7日閲覧。
4. 1 2  日経クロステック（xTECH）. “日米の映像プロダクションの違いを乗り越えろ、クオリティのために少数精鋭ユニットで活動開始”. 日経クロステック（xTECH）. 2022年1月7日閲覧。
5. 1 2  “Tadao Mihashi”. IMDb. 2022年1月7日閲覧。
6. 1 2 3  “Digital Domain 「トロン：レガシー」 VFX 三橋忠央 氏 Interview Mayaをプラットフォームに創る、究極のデジタル・ヒューマン”. AREA JAPAN. 2022年1月7日閲覧。
7. ↑  “2人の日本人がVFXスタッフとして参加した「トロン：レガシー」 : FROM HOLLYWOOD CAFE”. 映画.com. 2022年1月7日閲覧。
8. ↑  “映像技術賞 　受賞一覧”. 一般社団法人 日本映画テレビ技術協会. 2022年1月7日閲覧。